# Lia Thomas
Lia Catherine Thomas  (n. mayo de 1999) es una nadadora estadounidense. Fue la primera atleta abiertamente transgénero en ganar un campeonato nacional de la División I de la NCAA, tras ganar la prueba femenina de 500 yardas estilo libre en 2022, antes de que se le prohibiese competir en pruebas femeninas de World Aquatics. La carrera de Thomas ha formado parte del debate público sobre las mujeres transgénero en el deporte femenino.  El presidente de la Universidad de Pensilvania, J.L. Jameson, reconoció que se había "desfavorecido a algunas estudiantes atletas" al permitir a Thomas competir contra ellas.

## Infancia y educación
Thomas nació en mayo de 1999 y se le asignó el sexo masculino al nacer. Creció en Austin, Texas, y tiene un hermano mayor. Thomas comenzó a nadar a la edad de cinco años, y fue sexta en los campeonatos estatales de natación de secundaria para eventos masculinos, compitiendo para Westlake High School. En 2017, comenzó a asistir a la Universidad de Pensilvania, graduándose en 2022 con planes de asistir a la escuela de leyes.
Thomas comenzó a cuestionar su identidad de género hacia el final de la escuela secundaria, y salió del clóset como transgénero ante su familia después de su primer año en la universidad, en el verano de 2018.

## Carrera de natación
Thomas comenzó a nadar en el equipo masculino de la Universidad de Pensilvania en 2017. Durante su primer año, Thomas registró un tiempo de ocho minutos y 57,55 segundos en las 1000 yardas estilo libre que se clasificó como el sexto mejor tiempo nacional masculino, y también registró tiempos de 500 yardas estilo libre y 1650 yardas estilo libre que se clasificaron dentro de los 100 mejores nacionales. En el equipo masculino de natación en 2018-2019, Thomas terminó segundo en las 500, 1,000 y 1,650 yardas libres masculinas en los campeonatos de la Ivy League como estudiante de segundo año en 2019. Durante la temporada 2018-2019, Thomas registró los mejores tiempos del equipo masculino de UPenn en las 500 libres, 1,000 libres y 1,650 libres, pero fue el sexto mejor entre los miembros del equipo masculino de UPenn en los 200 libres.
Comenzó a transicionar usando terapia de reemplazo hormonal en mayo de 2019, y salió del clóset como mujer trans durante su tercer año ante sus entrenadores, amigos y los equipos de natación femenino y masculino de la Universidad de Pensilvania. Tuvo que nadar para el equipo masculino en el año académico 2019-2020 como júnior mientras se sometía a terapia hormonal y luego nadó en el equipo femenino en 2021-2022 después de tomarse un año libre de la escuela para mantener su elegibilidad para competir mientras la natación competitiva se canceló debido a la pandemia de COVID-19. En 2021, había cumplido con los requisitos de terapia hormonal de la NCAA para nadar en el equipo femenino.
Thomas perdió masa muscular y fuerza a través de la supresión de testosterona y la terapia de reemplazo hormonal. Su tiempo en los 500 libres es más de 15 segundos más lento que sus mejores marcas personales antes de la transición médica. La progresión de Thomas en las pruebas alcanzó su punto máximo en 2019 en natación de distancia, con una caída en los tiempos durante la temporada 2021-2022. Su progresión en las pruebas de natación de velocidad reflejó un bajón al inicio de la temporada 2021-2022 antes de volver a batir récords de casi toda su vida en los 100 libres y un récord personal de toda su vida en los 50 libres en 2021.
En la temporada 2018-2019 ocupaba, cuando competía en el equipo masculino, la posición 554 en los 200 libres, 65 en los 500 libres y 32 en los 1650 libres. En la temporada 2021-2022, al competir en el equipo femenino, la quinta en los 200 libres, la primera en los 500 libres y la octavo en los 1650 libres. Para esa temporada ocupaba el puesto 89 entre los nadadores universitarios masculinos.
En una carrera celebrada en enero de 2022 en un encuentro contra Yale, rival de la UPenn en la Ivy League, Thomas terminó en sexta posición en la prueba de 100 metros libres, perdiendo ante cuatro mujeres cisgénero e Iszac Henig, un hombre transgénero que transicionó sin terapia hormonal.
En marzo de 2022, Thomas se convirtió en la primera atleta abiertamente transgénero en ganar un campeonato nacional de la División I de la NCAA en cualquier deporte tras ganar las 500 yardas libres femeninas con un tiempo de 4:33.24; la medallista de plata olímpica Emma Weyant fue segunda, con un tiempo 1. 75 segundos por detrás de Thomas. Thomas no batió ningún récord en la prueba de la NCAA, mientras que Kate Douglass batió 18 récords de la NCAA. Thomas se quedó a 9,18 segundos del récord de la NCAA de Katie Ledecky de 4:24.06. En las preliminares de los 200 libres, Thomas acabó de segunda. En la final de los 200 libres, Thomas fue quinta con un tiempo de 1:43.50. En las preliminares de los 100 libres, Thomas acabó de décimo. En la final de los 100 libres, Thomas fue la octava de ocho competidores con un tiempo de 48,18 segundos, terminando de último.
El campeonato de la NCAA de marzo de 2022 fue el último evento de natación universitaria de Thomas. Al concluir la carrera de natación de Thomas en UPenn en 2022, su clasificación había pasado del puesto 65 en el equipo masculino al primero en el equipo femenino en las 500 yardas libres, y del puesto 554 en el equipo masculino al quinto en el equipo femenino en las 200 yardas libres. Ocupó el puesto 36 entre las nadadoras universitarias de Estados Unidos en la temporada 2021-2022, y el 46 entre las nadadoras a nivel nacional. En marzo de 2022 solicitó el ingreso en la facultad de Derecho y planeaba nadar en las pruebas de los Juegos Olímpicos de París 2024.
En una entrevista concedida en mayo de 2022 a Good Morning America, Thomas se defendió de críticas diciendo «tengo la intención de seguir nadando» y que «mi objetivo ha sido nadar en las pruebas olímpicas durante mucho tiempo, y me encantaría conseguirlo». En una entrevista concedida a ESPN, Thomas afirmó que «ha sido increíblemente gratificante y significativo poder ser auténtica y ser yo misma».
En junio de 2022, la Federación Internacional de Natación (FINA), una organización que administra las competiciones internacionales de deportes acuáticos, votó a favor de prohibir a todas las atletas transgénero de competir en la natación profesional femenina, con la excepción de los atletas que «puedan establecer a la cómoda satisfacción de la FINA que no han experimentado ninguna parte de la pubertad masculina más allá de la etapa Tanner 2 (de la pubertad) o antes de los 12 años, lo que sea posterior». La decisión impidió que Thomas compitiera en la competición femenina de los ensayos olímpicos de Estados Unidos 2024, como tenía previsto. En respuesta a la decisión, Thomas dijo: "El nuevo comunicado de la FINA es profundamente desconcertante. Es discriminatorio y sólo servirá para perjudicar a todas las mujeres"
En julio de 2025, la Universidad de Pensilvania anunció el retiro de todos los registros de competencia, títulos y premios de Thomas "robados por atletas varones a los que se permitió participar en competencias femeninas." después de un acuerdo con el Departamento de Educación bajo la administración Trump.

## Debate público
En 2021, medios conservadores como Fox News comenzaron a cubrir ampliamente a Thomas. A principios de diciembre, padres anónimos de miembros del equipo de natación de la Universidad de Pensilvania le escribieron a la NCAA buscando que se declarara a Thomas inelegible  para competir. En diciembre de 2021, Cynthia Millen, funcionaria de natación de Estados Unidos, dimitió después de 30 años en protesta por la elegibilidad de Thomas para competir y luego apareció para expresar sus opiniones en el programa de Fox News The Ingraham Angle.
En enero de 2022, la Universidad de Pensilvania, varias organizaciones afiliadas a la Facultad de Derecho de la universidad y la Ivy League emitieron declaraciones de apoyo a Thomas.
En febrero de 2022, en respuesta a una propuesta de política de la National Collegiate Athletic Association (NCAA) sobre atletas transgénero que podría impedir a Thomas competir en los campeonatos de la NCAA, dieciséis miembros anónimos del equipo femenino de natación de la Universidad de Pensilvania enviaron una carta a la universidad y a los responsables de la Ivy League pidiéndoles que no emprendieran acciones legales contra la propuesta.
Otro grupo de nadadoras del equipo de natación de Thomas hizo una declaración por separado apoyando que compitiera en el equipo femenino. La carta anónima también dio lugar a otra carta de respuesta, organizada por Schuyler Bailar y firmada por más de 300 nadadoras universitarias actuales y antiguas, en la que manifestaban su «apoyo a Lia Thomas, y a todas las atletas universitarias transgénero, que merecen poder participar en entornos deportivos seguros y acogedores».
Brooke Forde, medallista olímpica de plata, dijo de Thomas que «creo que tratar a la gente con respeto y dignidad es más importante que cualquier trofeo o récord, y por eso no tendré ningún problema en competir contra Lia en los NCAA de este año». Otra nadadora, la medallista olímpica de plata Erica Sullivan, apoyó a Thomas en un artículo de opinión para Newsweek: «Como cualquier otro deportista, Lia se ha entrenado con diligencia para llegar hasta donde está y ha seguido todas las normas y directrices que se le han impuesto... no siempre gana. Y cuando lo hace, se merece, como cualquier otra persona en este deporte, que se celebre el éxito que tanto le ha costado conseguir, no que se la tache de tramposa simplemente por su identidad». El 23 veces medallista de oro olímpico Michael Phelps declaró que «creo que todos deberíamos sentirnos cómodos con lo que somos en nuestra propia piel, pero creo que todos los deportes deberían jugarse en igualdad de condiciones» y «no sé qué aspecto tendrá eso en el futuro». Nancy Hogshead, tres veces medallista de oro olímpica, se opuso a la participación de Thomas, argumentando que no había «demostrado que [ella] hubiera perdido su ventaja ligada al sexo y a la pubertad masculina antes de competir en la categoría femenina». En febrero de 2022, Vicky Hartzler, candidata republicana al Senado por Misuri, presentó a Thomas en un anuncio de campaña en el que afirmaba que «los deportes femeninos son para mujeres, no para hombres que fingen ser mujeres», lo que fue descrito por Eric Levenson, redactor jefe de CNN Digital, como «un tropo transfóbico que menosprecia a las mujeres trans».
En marzo de 2022, unos 50 manifestantes y contramanifestantes se reunieron frente al Centro Acuático de Georgia Tech cuando Thomas nadó en el campeonato nacional de la División I de la NCAA. El segundo día del campeonato, unos diez manifestantes en contra de la participación de Thomas protestaron durante las preliminares de las 500 yardas estilo libre femenino. Reka Gyorgy terminó en 17.ª posición en la prueba de 500 yardas estilo libre que ganó Thomas, a un puesto de clasificarse para las finales, y se quejó con la NCAA. El 22 de marzo el gobernador de Florida, Ron DeSantis, emitió una proclamación en la que declaraba a la segunda clasificada, Emma Weyant, «legítima ganadora» de las 500 yardas estilo libre femenino de la División I de la NCAA de 2022, aunque no tenía autoridad para elegir al ganador del campeonato de la NCAA. En marzo, la representante de Colorado Lauren Boebert presentó un proyecto de ley copatrocinado por otros 20 republicanos en apoyo a Weyant.
En febrero de 2022, Levinson de CNN describió a Thomas como «el rostro del debate sobre las mujeres transgénero en el deporte», y en marzo de 2022, Sports Illustrated la calificó como «la atleta más controvertida de Estados Unidos».
El 23 de marzo, el gobernador de Indiana, Eric Holcomb, vetó una prohibición legislativa sobre la participación de niñas transgénero en los deportes escolares femeninos. El gobernador de Utah, Spencer Cox, vetó una legislación similar y declaró en una rueda de prensa previamente: »Nos preocupamos por ustedes. Les queremos. Todo va a salir bien. Vamos a superar esto juntos".
Para junio de 2022, Alabama, Arizona, Arkansas, Carolina del Sur, Dakota del Sur, Florida, Georgia, Idaho, Indiana, Iowa, Kentucky, Luisiana, Misisipi, Montana, Oklahoma, Tennessee, Texas, Utah, y Virginia Occidental tienen leyes que prohíben a las escuelas públicas permitir la participación de niñas transexuales en los deportes escolares femeninos.
El Centro Nacional de Derecho de la Mujer, una organización sin ánimo de lucro, defendió a Thomas, afirmando que «merece toda la celebración por su éxito esta temporada, pero en lugar de ello está siendo recibida con misoginia y transfobia en todo el país». La Unión Estadounidense por las Libertades Civiles (ACLU por sus siglas en inglés) también defendió a Thomas, afirmando que «no es un deporte femenino si no incluye a TODAS las mujeres atletas» y que «Lia Thomas pertenece al equipo de natación y saltos de Pennsylvania».
En marzo de 2025, la administración Trump le retiró a UPenn de 175 millones de dólares de financiación federal por permitirle a Thomas nadar como mujer, lo que suponía el 17,5% de la financiación federal total de la universidad.

## Recurso judicial
En enero de 2024, Thomas interpuso un recurso legal contra la política de género de World Aquatics. La política, introducida en 2022, le impide a las mujeres trans competir en la categoría femenina a menos que la pubertad masculina se haya detenido a los 12 años o en la etapa Tanner 2. La impugnación de Thomas alegó que esta política es discriminatoria. En junio de 2024, el Tribunal de Arbitraje Deportivo dictaminó que Thomas no estaba legitimada para impugnar la política, por lo que seguiría sin poder competir.

## Récords de natación

### Mejores marcas personales
SCY (Short course)
| Evento  | Tiempo   | Venue                             | Fecha                   | Comentarios            |
| ------- | -------- | --------------------------------- | ----------------------- | ---------------------- |
| 50 FR   | 22.78    | Zippy Invite (W)                  | 3 de diciembre de 2021  | Penn women's swim team |
| 100 FR  | 47.15    | College Station (M)               | 4 de febrero de 2017    | Penn men's swim team   |
| 200 FR  | 1:39.31  | Tennessee Invitational (M)        | 30 de noviembre de 2018 | Penn men's swim team   |
| 500 FR  | 4:18.72  | 2019 Ivy League Championships (M) | 28 de febrero de 2019   | Penn men's swim team   |
| 1000 FR | 8:55.75  | 2019 Ivy League Championships (M) | 1 de marzo de 2019      | Penn men's swim team   |
| 1650 FR | 14:54.76 | 2019 Ivy League Championships (M) | 2 de marzo de 2019      | Penn men's swim team   |
| 200 IM  | 1:56.51  | UPENN vs WCU Senior Meet          | 27 de enero de 2019     | Penn men's swim team   |

### Récords del equipo masculino de natación de Penn
SCY
| Evento  | Tiempo   | Fecha | Comentarios              |
| ------- | -------- | ----- | ------------------------ |
| 1000 FR | 8:57.55  | 2018  | Ivy League Championships |
| 1650 FR | 14:59.19 | 2018  | Ivy League Championships |
| 500 FR  | 4:18.72  | 2019  | Ivy League Championships |
| 1000 FR | 8:55.75  | 2019  | Ivy League Championships |
| 1650 FR | 14:54.76 | 2019  | Ivy League Championships |

### Récords del equipo femenino de natación de Penn
SCY
| Evento       | Tiempo   | Fecha | Comentarios                               |
| ------------ | -------- | ----- | ----------------------------------------- |
| 100 FR       | 47.37    | 2022  | 2022 NCAA Division I Women's Championship |
| 200 FR       | 1:41.93  | 2021  | Zippy Invite                              |
| 500 FR       | 4:33.24  | 2022  | 2022 NCAA Division I Women's Championship |
| 1000 FR      | 9:35.96  | 2021  | Zippy Invite                              |
| 1650 FR      | 15:59.71 | 2021  | Zippy Invite                              |
| 400 FR Relay | 2:01.41  | 2022  | Thomas, Kaczorowski, Kannan, Carter       |
| 800 FR Relay | 4:16.14  | 2022  | Thomas, Kaczorowski, Kannan, Carter       |